# Memoriał Bronisława Idzikowskiego 1967
Memoriał im. Bronisława Idzikowskiego i Marka Czernego 1967 – 1. edycja turnieju w celu uczczenia pamięci polskiego żużlowca Bronisława Idzikowskiego, który odbył się dnia 22 września 1967 roku. Turniej wygrał Zygmunt Pytko.

## Wyniki
- Częstochowa, 22 września 1967
- NCD:
- Sędzia: Rościsław Słowiecki

| Msc. | Zawodnik                | Klub        | Pkt |           |  |
| ---- | ----------------------- | ----------- | --- | --------- |  |
| 1    | (11) Zygmunt Pytko      | Tarnów      | 12  | (3,3,3,3) |  |
| 2    | (2) Stanisław Rurarz    | Częstochowa | 10  | (3,2,3,2) |  |
| 3    | (1) Antoni Woryna       | Rybnik      | 9   | (2,1,3,3) |  |
| 4    | (12) Joachim Maj        | Rybnik      | 8   | (2,3,3,0) |  |
| 5    | (13) Marian Rose        | Toruń       | 8   | (2,2,2,2) |  |
| 6    | (3) Stanisław Tkocz     | Rybnik      | 7   | (1,3,2,1) |  |
| 7    | (9) Zygfryd Friedek     | Opole       | 7   | (1,1,3,2) |  |
| 8    | (7) Bernard Kacperak    | Częstochowa | 5   | (3,0,2,0) |  |
| 9    | (8) Jerzy Łotocki       | Częstochowa | 4   | (1,1,1,1) |  |
| 10   | (5) Karol Peszke        | Rybnik      | 3   | (0,2,1,0) |  |
| 11   | (10) Zygmunt Malinowski | Częstochowa | 3   | (0,2,1,0) |  |
| 12   | (6) Lucjan Krupiński    | Częstochowa | 1   | (0,1,0)   |  |
| 13   | (4) Lech Zapart         | Częstochowa | 0   | (0,0,0,0) |  |
|      | rez. Tadeusz Rak        | Częstochowa | 0   | (0)       |  |

Bieg po biegu
1. Rurarz, Maj, Friedek, Krupiński
2. Pytko, Rurarz, Łotocki, Peszke
3. Maj, Peszke, Tkocz, Malinowski
4. Pytko, Malinowski, Krupiński, Zapart
5. Kacperak, Woryna, Peszke, Krupiński
6. Rurarz, Rose, Malinowski, Kacperak
7. Tkocz, Rose, Łotocki, Rak Rak za Krupińskiego
8. Maj, Kacperak, Łotocki, Zapart
9. Pytko, Rose, Woryna, Maj
10. Pytko, Tkocz, Friedek, Kacperak
11. Woryna, Rurarz, Tkocz, Zapart
12. Friedek, Rose, Peszke, Zapart
13. Woryna, Friedek, Łotocki, Malinowski